# Serie Mundial de 1961
La Serie Mundial de 1961 fue disputada entre Cincinnati Reds y New York Yankees.
Los New York Yankees resultaron ganadores al vencer en la serie por 4 partidos a 1.

## Desarrollo

### Juego 1
| Equipo     | 1 | 2 | 3 | 4 | 5 | 6 | 7 | 8 | 9 | C | H | E |
| ---------- | - | - | - | - | - | - | - | - | - | - | - | - |
| Cincinnati | 0 | 0 | 0 | 0 | 0 | 0 | 0 | 0 | 0 | 0 | 2 | 0 |
| New York   | 0 | 0 | 0 | 1 | 0 | 1 | 0 | 0 | X | 2 | 6 | 0 |

LG: Whitey Ford (1–0)  LP: Jim O'Toole (0–1)  
HRs:  NYY – Elston Howard (1), Bill Skowron (1)

### Juego 2
| Equipo     | 1 | 2 | 3 | 4 | 5 | 6 | 7 | 8 | 9 | C | H | E |
| ---------- | - | - | - | - | - | - | - | - | - | - | - | - |
| Cincinnati | 0 | 0 | 0 | 2 | 1 | 1 | 0 | 2 | 0 | 6 | 9 | 0 |
| New York   | 0 | 0 | 0 | 2 | 0 | 0 | 0 | 0 | 0 | 2 | 4 | 3 |

LG: Joey Jay (1–0)  LP: Ralph Terry (0–1)  
HRs:  CIN – Gordy Coleman (1)  NYY – Yogi Berra (1)

### Juego 3
| Equipo     | 1 | 2 | 3 | 4 | 5 | 6 | 7 | 8 | 9 | C | H | E |
| ---------- | - | - | - | - | - | - | - | - | - | - | - | - |
| New York   | 0 | 0 | 0 | 0 | 0 | 0 | 1 | 1 | 1 | 3 | 6 | 1 |
| Cincinnati | 0 | 0 | 1 | 0 | 0 | 0 | 1 | 0 | 0 | 2 | 8 | 0 |

LG: Luis Arroyo (1–0)  LP: Bob Purkey (0–1)  
HRs:  NYY – Johnny Blanchard (1), Roger Maris (1)

### Juego 4
| Equipo     | 1 | 2 | 3 | 4 | 5 | 6 | 7 | 8 | 9 | C | H  | E |
| ---------- | - | - | - | - | - | - | - | - | - | - | -- | - |
| New York   | 0 | 0 | 0 | 1 | 1 | 2 | 3 | 0 | 0 | 7 | 11 | 0 |
| Cincinnati | 0 | 0 | 0 | 0 | 0 | 0 | 0 | 0 | 0 | 0 | 5  | 1 |

LG: Whitey Ford (2–0)  LP: Jim O'Toole (0–2)  SV: Jim Coates (1)  

### Juego 5
| Equipo     | 1 | 2 | 3 | 4 | 5 | 6 | 7 | 8 | 9 | C  | H  | E |
| ---------- | - | - | - | - | - | - | - | - | - | -- | -- | - |
| New York   | 5 | 1 | 0 | 5 | 0 | 2 | 0 | 0 | 0 | 13 | 15 | 1 |
| Cincinnati | 0 | 0 | 3 | 0 | 2 | 0 | 0 | 0 | 0 | 5  | 11 | 3 |

LG: Bud Daley (1–0)  LP: Joey Jay (1–1)  
HRs:  NYY – Johnny Blanchard (2), Héctor López (1)  CIN – Frank Robinson (1), Wally Post (1)
|                                                           |
| Campeón de las Grandes Ligas New York Yankees 19.º título |